# Louis Comfort Tiffany

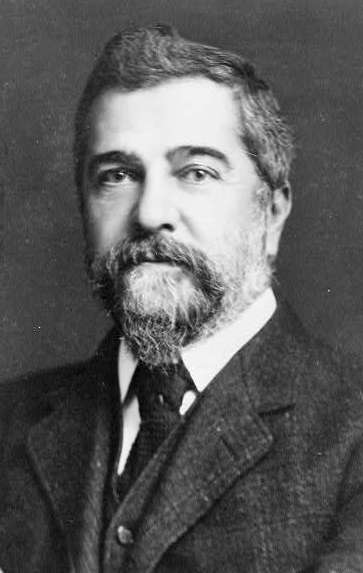
Louis Comfort Tiffany cirka 1908.

Louis Comfort Tiffany, född 18 februari 1848 i New York, död 17 januari 1933 i New York, var en amerikansk glaskonstnär. Han är känd för sina glasmålningar, för prydnadsföremål och för en särskild teknik där metalloxider blandas i glasmassan och resultatet blir en iridiserande glans, så kallat Favrileglas.
Tiffanyteknik är en speciell glasfärgningsteknik som uppfanns under slutet av 1800-talet och användes av Tiffany.

## Litteratur

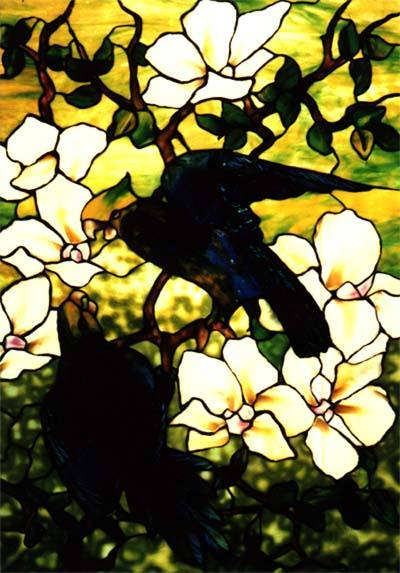
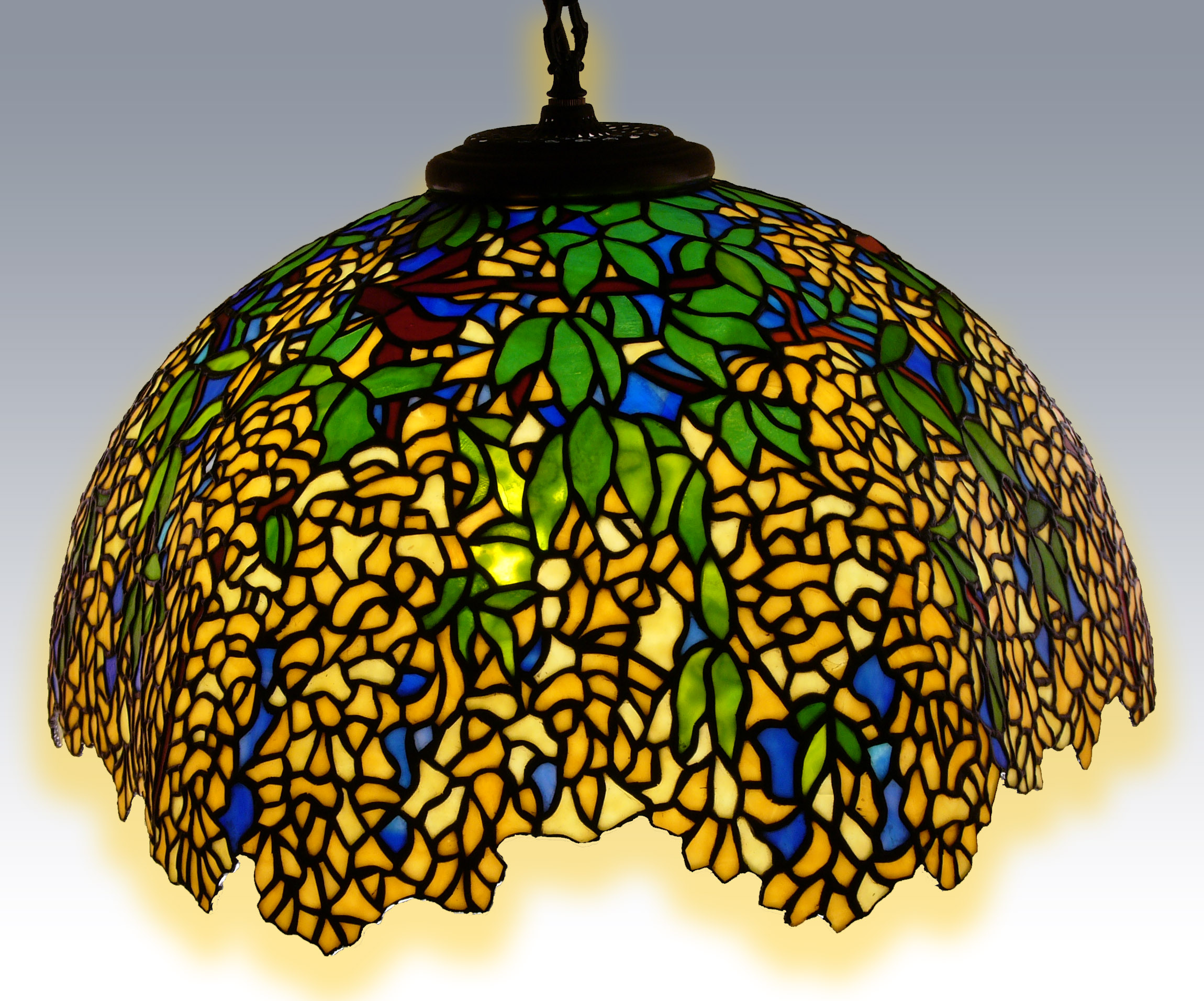
Laburnum
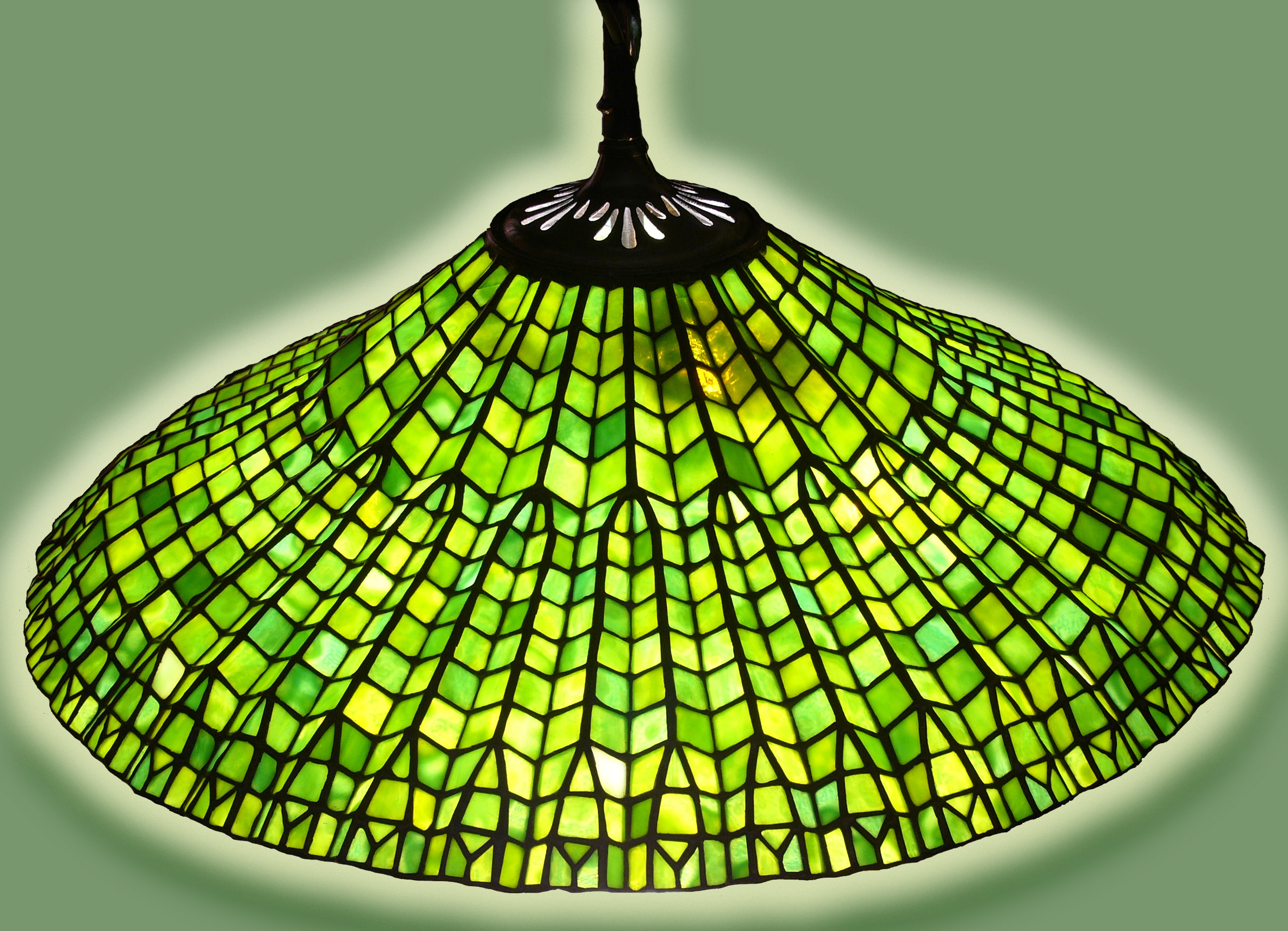
Lotus leaf